# Ernst Königsgarten

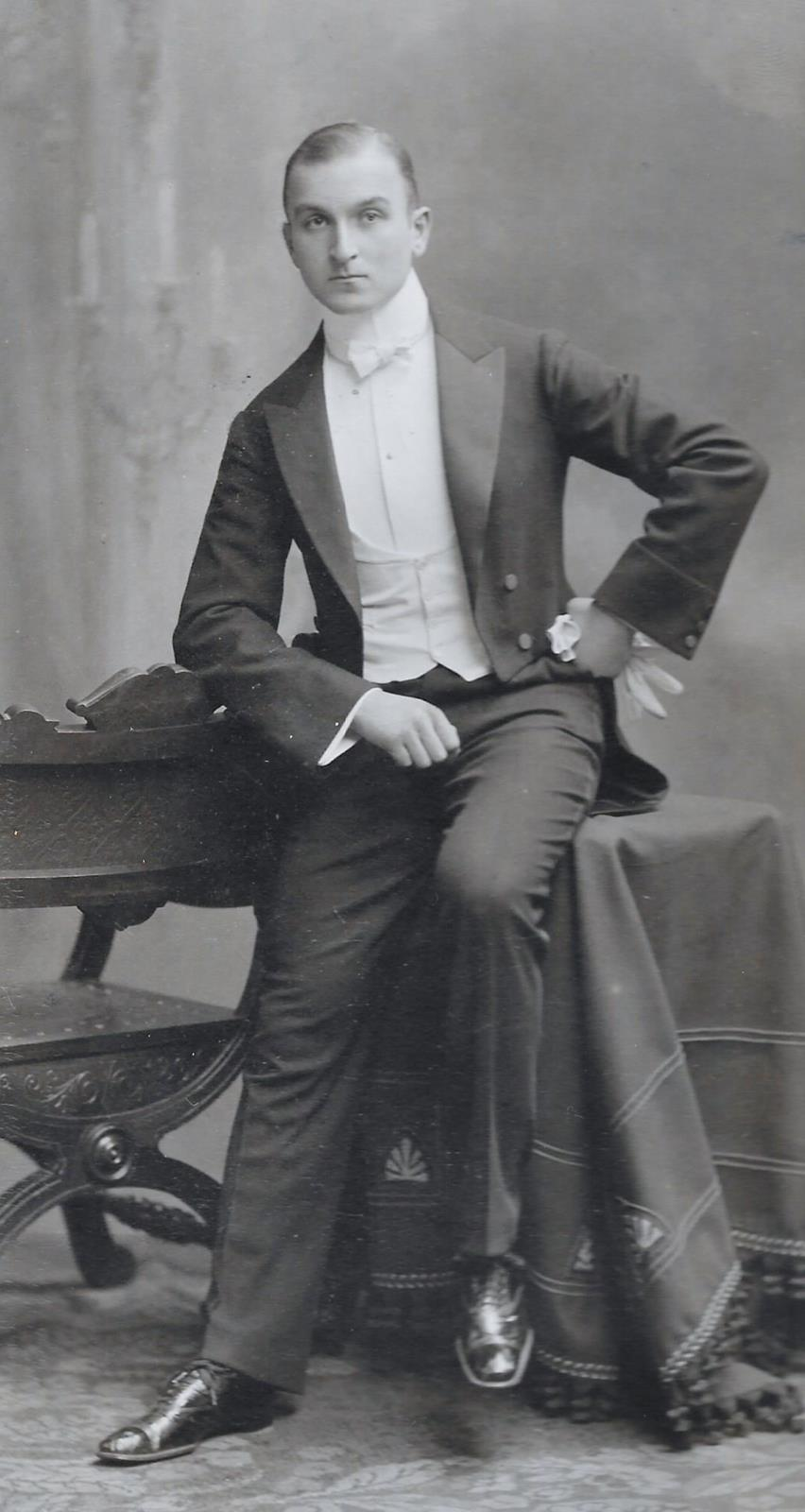
Ernst Königsgarten (vor 1911)

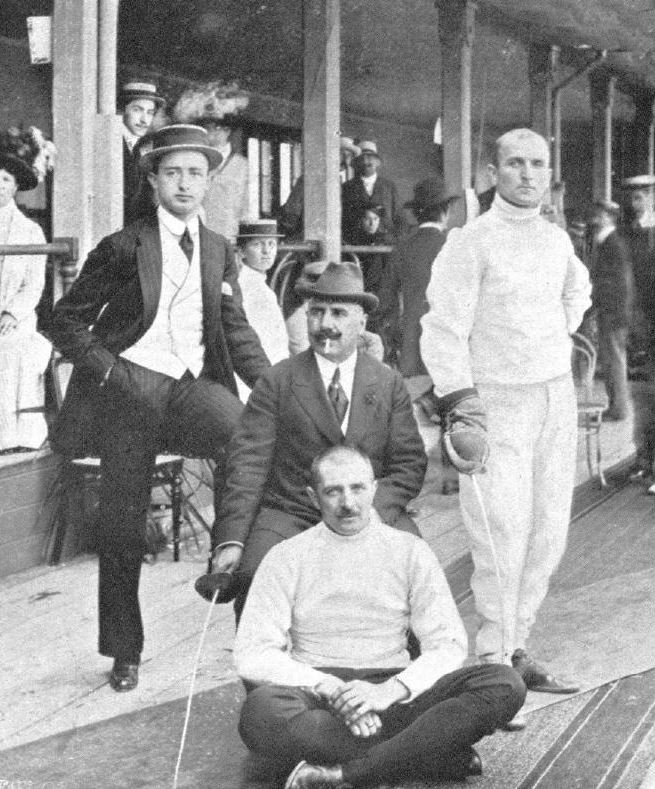
Mitglieder des Wiener Fechtklubs (v. r. n. l.): Ernst Königsgarten, Georg Tafler, Maestro Luigi Della Santa, Béla Békéssy

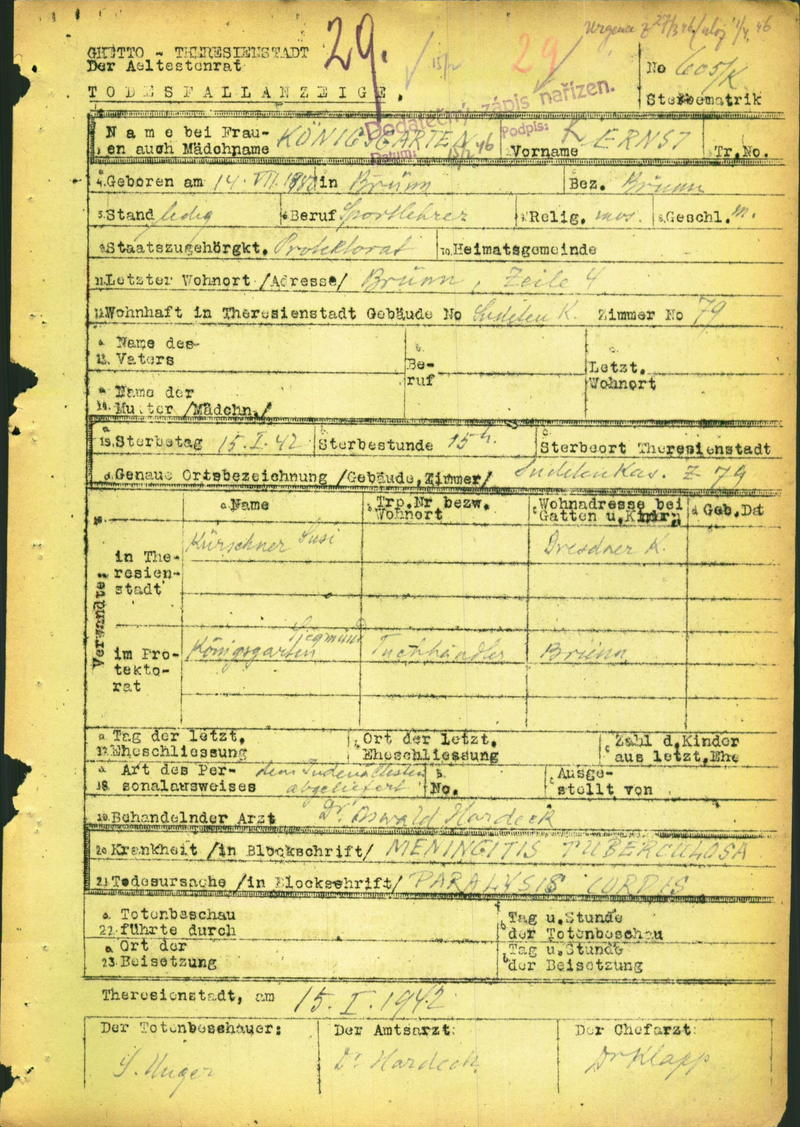
Sterbeurkunde von Arnošt (Ernst) Königsgarten

Ernst Königsgarten, auch Arnošt Königsgarten, (geboren 14. Juli 1880 in Brünn, Österreich-Ungarn; gestorben 15. Jänner 1942 in Theresienstadt) war ein österreichischer Geschäftsmann, Privatier und Fechter.

## Biographie
Ernst Königsgarten entstammte einer wohlhabenden und weitverzweigten jüdischen Familie aus Brünn; er hatte sechs Geschwister: drei  Schwestern und drei Brüder. Sein ältester Bruder Friedrich „Fritz“ Königsgarten war in dem vom gemeinsamen Vater Ignatz gegründeten Familienunternehmen für Metallwaren tätig und saß im Vorstand der Altbrünner Lederwerke.
Ignatz Königsgarten (1836–1927) notierte in einer von ihm verfassten Familienchronik, dass sein Sohn Ernst eine Ausbildung zum Kaufmann in Prag gemacht habe, anschließend seinen einjährigen Militärdienst ableistete, wo er es bis zum Leutnant gebracht habe. Der Sohn habe beschlossen, sich in der Lederwarenindustrie zu betätigen, in Liptószentmiklós in Ungarn eine praktische Ausbildung gemacht und sich dort „brillant“ bewährt. Anschließend habe er in Freiberg in Sachsen weitere theoretische Kenntnisse erworben, um für „den letzten Schliff“ nach London zu gehen. Dort habe er sich eine chronische Augenerkrankung zugezogen und sei im Moorfields Eye Hospital in London behandelt worden. Diese Erkrankung habe es ihm unmöglich gemacht, weiterhin beruflich tätig zu sein. Mit starkem Willen habe sein Sohn es dennoch geschafft, so Ignatz Königsgarten, trotz seiner schlechten Augen im Fechten „Perfektion“ zu erreichen.
Königsgarten focht linkshändig mit Florett und Degen, aber rechtshändig mit seiner besten Waffe, dem Säbel. 1906 startete er mit 25 Jahren als jüngstes Mitglied der österreichischen Mannschaft bei den Olympischen Zwischenspielen in Athen in vier Wettbewerben und belegte mit dem Säbel Rang sechs. 1907 gehörte er zu den Mitbegründern des Wiener Fechtklubs, der in der Fechtakademie von Luigi Della Santa am Schwarzenbergplatz trainierte, und saß im Vorstand des Österreichischen Fechtverbandes sowie des Wiener Athletiksport Clubs. In den folgenden Jahren bestritt er zahlreiche Turniere europaweit, darunter 1905 in Marienbad, 1906 in Prag, Mailand und Triest, 1907 in Karlsbad und Ostende sowie 1909 in Baden-Baden. In Meldelisten erschien er mitunter auch als Ernesto Königsgarten. 1908 demonstrierten die Fechter aus Wien, darunter auch Königsgarten, im Kursaal von Marienbad ihre Fähigkeiten vor dem englischen König Eduard VII., der sich dort zu Gesprächen mit dem französischen Außenminister Georges Clemenceau sowie dessen russischen Kollegen Alexander Iswolski getroffen hatte. Bei dieser Gelegenheit zeichnete der englische König den Fechtlehrer Della Santa, der ihn schon unterrichtet hatte, mit einem Orden aus.
In den damaligen Gesellschaftsnachrichten wurde Ernst Königsgarten als „Privatier“ bezeichnet, ab 1923 auch als „Bankier“. Er war zudem Offizier der Kavallerie-Reserve in Frankreich sowie Mitglied der kaiserlichen Militärreitschule in Wien und galt als „eleganter, vornehmer junger Mann“. Der Schwager seines Bruders Ludwig, der Schriftsteller Oskar Jellinek, attestierte ihm „Weltblut, das seine Adern durchfloss“.
1903 heiratete Ernsts Bruder Fritz die zwölf Jahre jüngere Elise „Lisi“ Brück. Das Paar bekam im Jahr 1904 einen Sohn, Hugo, der ein bekannter Librettist, Autor und Theaterkritiker wurde. 1907 folgte ein zweiter Junge, Heinrich (später Henry). Als Heinrich sechs Monate alt war, starb Fritz Königsgarten nach schwerer Krankheit. Zu einem unbekannten späteren Zeitpunkt erfuhr Heinrich, dass nicht Fritz Königsgarten sein biologischer Vater sei, sondern sein Onkel Ernst aus einer kurzen Liaison mit seiner Schwägerin Lisi. Ernst Königsgarten blieb zeitlebens Junggeselle und hatte offiziell keine Nachkommen, behandelte aber Heinrich „wie einen Sohn“ und zeigte ein besonderes Interesse an ihm.

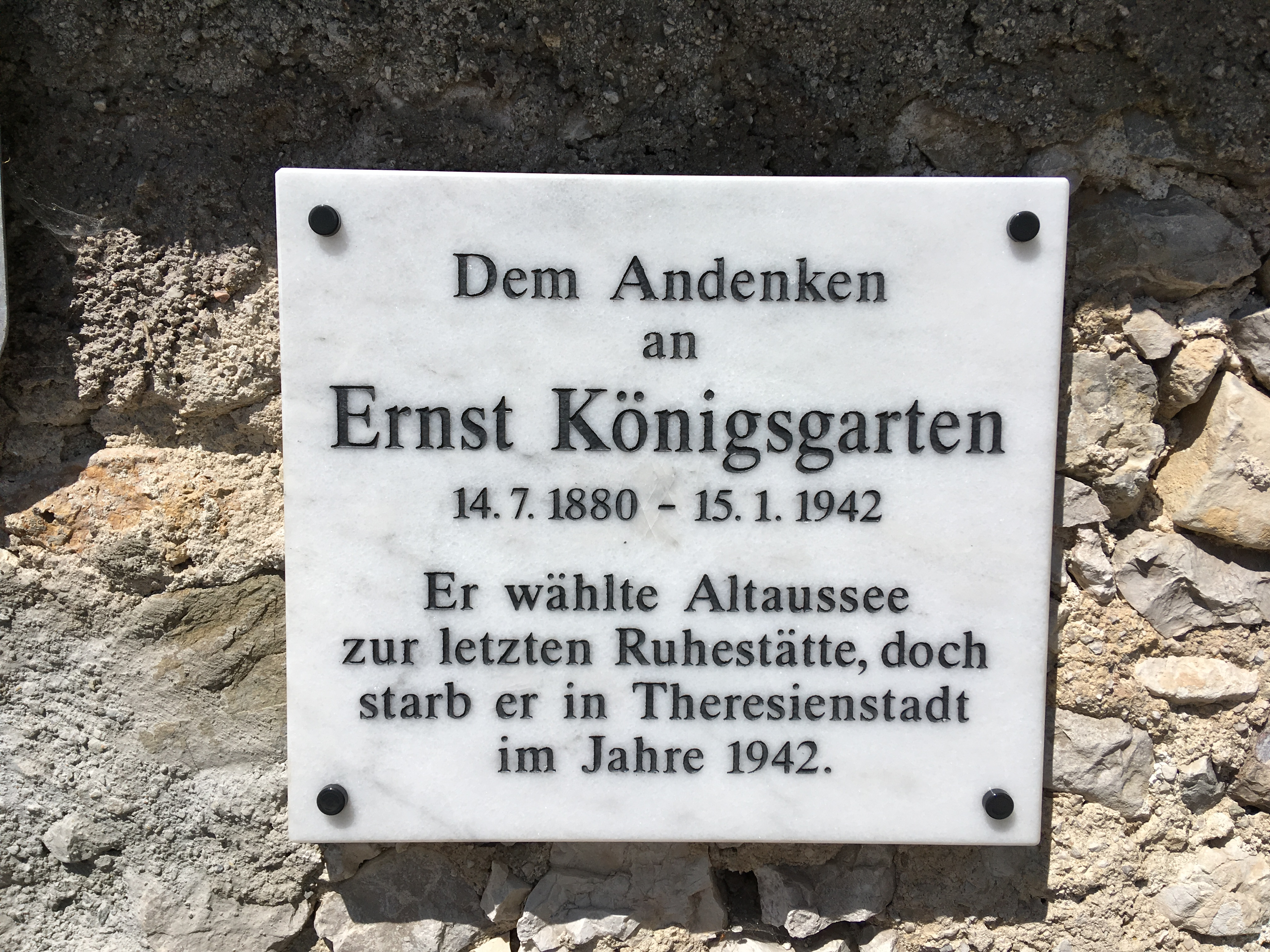
Neue Gedenktafel in Altaussee, 2018 angebracht

1911 zogen Ernst Königsgarten wie auch Lisi Brück und deren Söhne von Brünn in das rund 140 Kilometer entfernte Wien. Dort wohnten sie an verschiedenen Adressen, verbrachten aber etwa im Juli 1913 ihren Urlaub gemeinsam mit den Jungen und einer Gouvernante zur selben Zeit auf Brioni. 1915 heiratete Lisi Königsgarten den Berliner Börsenmakler Max Bohne und ging mit ihm und den beiden Söhnen in die deutsche Hauptstadt. Wie Ernst Königsgarten die Kriegsjahre verbrachte, ist unbekannt.

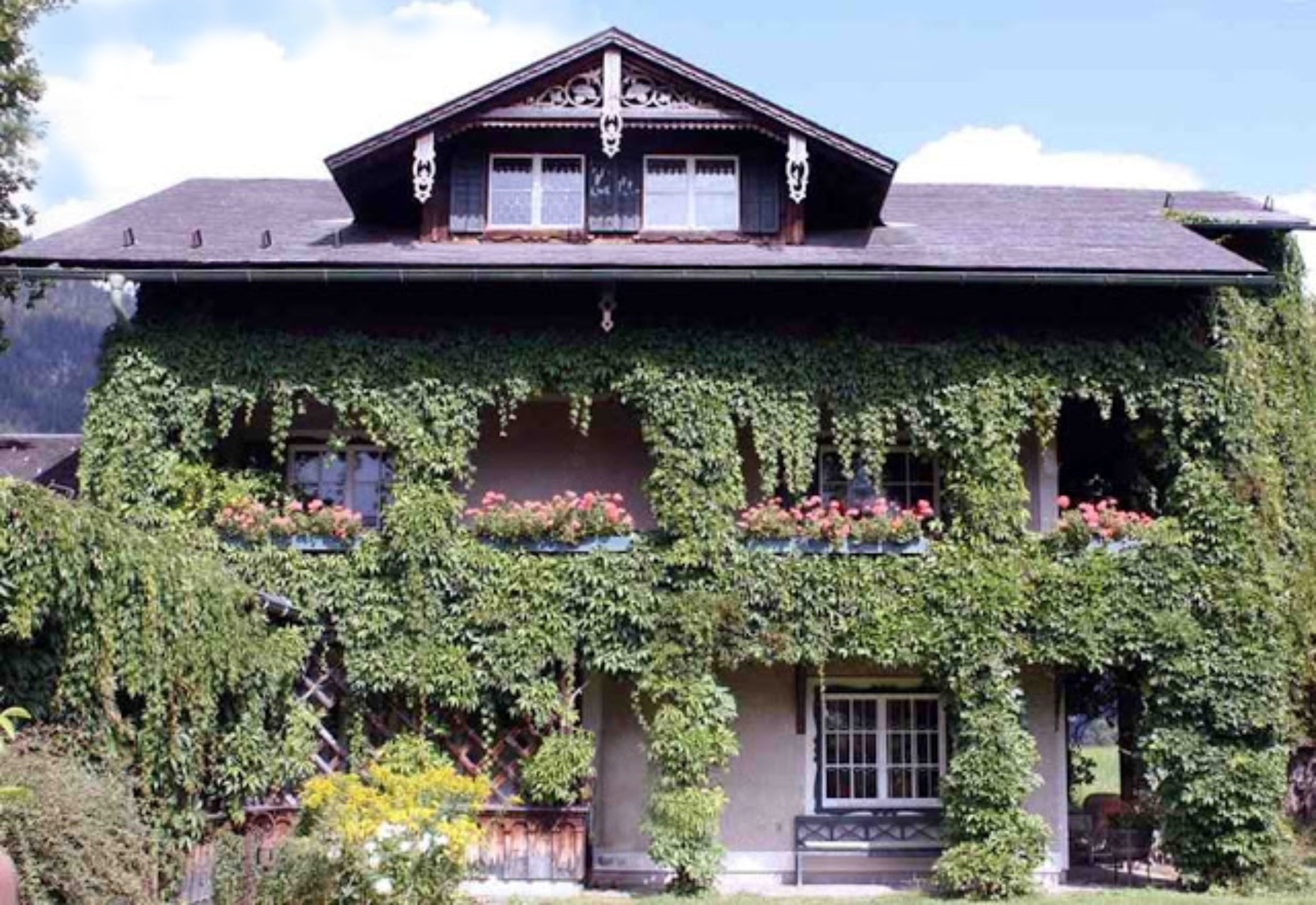
Die Villa Königsgarten, in Fischerndorf 59 in Altaussee.

1919 erwarb Königsgarten von einem Sohn des Malers Carl von Binzer dessen Villa (Fischerndorf 59) in Altaussee, einem traditionellen Sommerfrischeort der österreichischen Oberschicht, in dem auch viele jüdische Kreative lebten, wie etwa Jakob Wassermann. Er nutzte die Villa Königsgarten fortan als Sommerhaus, das der ganzen Familie offenstand.
Königsgarten steckte Gelder aus seinem Erbe in verschiedene Unternehmen, so etwa als Teilhaber in die Rudolf Klein Ges.m.b.H., die sich dem Handel mit Autoteilen und Zubehör widmete, und als Gesellschafter des Unternehmens Richard Hüpeden & Cie., das Fahrrad-, Motorrad- und Automobilteile vertrieb. 1923 trat er in die Leitung der Bovis Wurstwarenfabrik ein. Auch gehörte er bis zum August 1938 neben Max Reinhardt, Camillo Castiglioni, Erich Mostny und Eduard Nelken dem Verwaltungsrat des Theaters in der Josefstadt an. Parallel zu diesem wirtschaftlichen und kulturellen Engagement war er weiterhin als Fechter sportlich aktiv. In diesen Jahren lebte er in einem herrschaftlichen Haus in der Schwindgasse 10 im 4. Wiener Gemeindebezirk Wieden; zu seinen Nachbarn zählten unter anderem der Unternehmer Ferdinand Bloch-Bauer und dessen Frau Adele (Adele Bloch-Bauer I). Die beiden Familien waren durch Heirat von Angehörigen miteinander verbunden. 1934 bezog er eine Wohnung im ersten Stock des Hauses Argentinierstraße 2 im selben Bezirk, gegenüber der Karlskirche.
Am 13. März 1938 erfolgte offiziell der Anschluss Österreichs an das Deutsche Reich. Bei der folgenden Abstimmung über den Anschluss stimmte von den etwa 1226 Stimmberechtigten in Altaussee nur eine Frau dagegen. Am 20. November 1938 verließ Ernst Königsgarten Wien ein letztes Mal und zog zurück in sein Elternhaus neben dem Firmengebäude in der Dornichgasse 55 (heute Dornych) im vermeintlich sicheren tschechoslowakischen Brünn. Dort lebte auch sein verwitweter Bruder Ludwig, der seit dem Tod des Bruders Fritz im Jahre 1908 das Familienunternehmen leitete. Laut Frachtpapieren führte Ernst Königsgarten etliche Kunstwerke mit sich.
Nach der Zerschlagung der Rest-Tschechei wurde Ludwig Königsgarten im Juli 1941 von den nunmehr nationalsozialistischen Behörden gezwungen, das Familienunternehmen an einen „arischen“ Konkurrenten zu verkaufen. Am 5. Dezember 1941 wurde Ernst Königsgarten mit dem zweiten Transport aus Brünn nach Theresienstadt deportiert, wo er fünf Wochen später, am 15. Jänner 1942, starb. Auf demselben Transport befanden sich sein Schwager Leopold Schnürer, seine Schwester Frieda und deren zwei Töchter, die in Auschwitz ermordet wurden. Auf der offiziellen Sterbeurkunde von Ernst Königsgarten ist sein Beruf als Sportlehrer angegeben, als Todesursachen Meningitis und Herzlähmung. Sein älterer Bruder Ludwig wurde im Dezember 1943 in Auschwitz ermordet. Insgesamt wurden rund 11.000 jüdische Menschen aus Brünn deportiert, von denen nur einige Hundert überlebten.
Die Villa in Altaussee wurde von der Gestapo in Beschlag genommen, insgesamt 34 Sommerhäuser aus jüdischem Besitz kamen in die Hände von prominenten Nationalsozialisten wie etwa Ernst Kaltenbrunner, der dort seine Geliebte Gräfin Gisela von Westarp unterbrachte, oder von Adolf Eichmann, dessen Familie dort lebte. Königsgartens „volkskundliche Sammlung“ (mutmaßlich aus Bauernschränken und bäuerlichen Antiquitäten bestehend) aus der Villa wurde 1938 beschlagnahmt und gelangte wie andere Sammlungen aus jüdischem Besitz im Rahmen der „wilden Arisierung des Salzkammerguts“ in Museen wie etwa dem Heimatmuseum in Altaussee oder in den Privatbesitz des „Arisierers“ Wilhelm Haenel.
1947 verkaufte Henry Königsgarten das Gebäude an Hanna Schiff. Von 1961 bis 1974 bewohnte der Schriftsteller Friedrich Torberg das Haus außerhalb der Sommermonate zur Untermiete. Seit 1979 ist die Villa Königsgarten im Besitz des Künstlers Horst K. Jandl. An der Außenseite der Friedhofswand in Altaussee befindet sich eine kleine Gedenktafel für Ernst Königsgarten, die sein Sohn Heinrich hatte anbringen lassen. Nachdem diese Tafel wiederholt entwendet worden war, ließ der Enkel Michael Garton im Mai 2018 eine neue anbringen.

## Familie
Ernst Königsgartens Sohn Heinrich (Henry) (1907–1988) ging 1929 nach seinem Studienabschluss in Jura mit Doktorgrad auf Anraten seines Vaters/Onkels nach London, anschließend für fünf Jahre nach Paris, um sich dann endgültig in England niederzulassen. Im Zweiten Weltkrieg diente er als Soldat in der British Army. 1944 heiratete er eine Engländerin, das Paar bekam zwei Kinder, einen Sohn (Michael) und eine Tochter.
Sein Bruder Hugo F. Koenigsgarten (1904–1977) war nach dem Anschluss Österreich nicht nur als Jude, sondern auch als kritischer Journalist und Mitglied der „politisch schärfsten Kleinkunstbühne Wiens“ ABC in Gefahr. Er verließ Österreich am 13. März 1938, dem Tag des „Anschlusses“, mit einem der letzten planmäßigen Züge Richtung Schweiz; dank seines tschechoslowakischen Passes konnte er die Grenze unbehelligt passieren. Zwei Tage später stand die Gestapo vergeblich bei ihm in Wien vor der Tür, um ihn zu verhaften. Da sein Bruder Henry schon in England lebte und für ihn bürgte, konnte er dort einreisen. Er erhielt später als Hugo Frederick Garten die britische Staatsangehörigkeit, wie die anderen Familienmitglieder auch.
Wegen der politischen Entwicklungen in Deutschland waren Lisi und Max Bohne (geboren 1883) 1934 nach Wien zurückgekehrt, wo sie aber getrennt lebten. Lisi Bohne folgte ihren Söhnen im September 1938 nach London. Ihr Mann Max wurde am 20. August 1942 aus einem „Judenhaus“ in der Negerlegasse 8, in dem jüdische Menschen in Sammelwohnungen zusammengepfercht waren, nach Theresienstadt deportiert, wo er ein Jahr später starb. Vor dem Haus ist heute ein „Stein der Erinnerung“ für alle damaligen Bewohner ohne einzelne Namensnennung verlegt. Lisi Königsgarten bekam vom Schicksal ihres Schwagers Ernst und ihres Ehemanns Max Bohne erst nach dem Krieg Kenntnis. Sie starb 1956.
Ernst Königsgartens Enkel Michael Garton (* 1947) erfuhr nur wenig über den Hintergrund seiner Familie, da sowohl seine Großmutter Lisi wie auch seine Eltern kaum über die Vergangenheit sprachen. Nach dem Tod seiner Mutter im Jahr 2010 fand er entsprechende Papiere wie auch Aufzeichnungen von Lisi Bohne-Königsgarten – Tagebuch und eine Kurzgeschichte mit dem Titel Letzte Tage in Wien – in ihrem Nachlass und begann mit Nachforschungen. 2015 veröffentlichte er das Buch In Search of Ernst über die Geschichte der Königsgartens.